# Asphalt 6: Adrenaline
Az Asphalt 6: Adrenaline egy 2010-es autóversenyzős videójáték, amit a Gameloft az Asphalt sorozat hatodik fő részeként fejlesztett ki és publikált. Elsőként 2010. június 21-én adták ki a iOS-re.

## Játékmenet
A hasonló az Asphalt 5-hoz, mivel a játékos a készülék döntésével vagy a képernyő oldalának érintésével a kormányozhat. A játékban van Multiplayer (többjátékos) mód Wi-Fin, Bluetooth-on vagy interneten keresztül.
A játékos öt csillagot szerezhet minden versenyen, a verseny előtti feladatoknak megfelelően, például bizonyos számú ellenfél megsemmisítése vagy egy megszabott ideig történő driftelésért.
Az Asphalt 6 egy új tulajdonsága az "Adrenaline mód", amelyet a játékos úgy érhet el, ha betölti a teljes nitrótárat. Adrenaline módban a játékos autója gyakorlatilag elpusztíthatatlan; könnyen meg lehet semmisíteni az ellenséges autókat.

## Autók
A játékban 42 licenccel rendelkező autó van. A játékos a MINI John Cooper Works-al, a DeLorean DMC-12-el, az Abarth 500 SS-el és a Nissan Nismo 370Z-vel kezd. A legtöbb autó és egyes motorkerékpárok egyedien festhetők és tuningolhatók.

### A járművek listája
- Shelby GT500
- KTM X-Bow
- Tesla Roadster Sport
- Audi S5
- BMW Z4 sDrive35is
- Can Am Spyder
- Citroën Survolt
- Maserati GranTurismo S
- BMW M3 GTS
- Ducati Hypermotard
- Bentley GT Speed
- Lamborghini Estoque
- Ferrari California
- Nissan GT-R
- Ducati 1198
- Ferrari F430 Scuderia
- Dodge Viper SRT10 ACR-X
- Ruf 12
- Mercedes-Benz SLR McLaren Stirling Moss
- Lamborghini Gallardo LP 570-4 Superleggera
- Ferrari 458 Italy
- McLaren MP4-12C
- Lamborghini Murciélago LP 670-4 SV
- Ruf CTR3
- Pagani Zonda Cinque
- KTM RC8
- Aston Martin One-77
- Bugatti Veyron 16.4 Grand Sport
- Bentley Speed 8

## Pályák
A pályák:  Nassau, Chamonix, Cape Town, Havana, New Orleans, Moscow, Tokyo, Los Angeles, Reykjavík, New York City, Monte Carlo és Shanghai. Az Android verzióra van Rio de Janeiro, Detroit és Hong Kong is.

## Játéktípusok
A játék különböző típusú versenyekből áll:
- Normal Race: hagyományos, három (vagy kettő) körből álló verseny. A játékosnak minimum harmadik helyezést kell elérnie.
- Beat'em All: a játékosnak a lehető legrövidebb idő alatt el kell pusztítania az ellenfeleket.
- Elimination: 30 másodpercenként az utolsó helyen lévő autó kiesik.
- Time Attack: ebben a típusban a játékosnak egyedül (ellenfelek nélkül) kell teljesítenie a pályát, mielőtt lejár a visszaszámlálás.
- Drift: hasonlít a Time Attack-hez (itt is egyedül kell menni), csak itt egy meghatározott ideig driftelnie kell.
- Duel: itt két versenyző van, és a játékosnak elsőnek kell lennie a győzelemhez.
- Collector: az idő lejárta előtt kell egy megadott mennyiséget egy bizonyos fajtából begyűjteni.
- Under Pressure: (Java verzióra nem elérhető) A játékosnak úgy kell célba érnie, hogy az ellenfelei ne tudják az autóját tönkretenni.
- Wanted: (csak Java verzióra érhető el) A játékosnak úgy befejezni a versenyt, hogy nem akad fenn az úton álló rendőrautókon.

## Java verzió
Az Asphalt 6 Java mobiltelefonos változatának kissé eltérő játékstílusa van. Itt a játék egy "Free Play" módból, valamint egy "Career" módból áll, ahol a versenyzőnek számos ligában kell minden versenyt megnyerni, amíg végül ő lesz a Lord of Asphalt, ha 100%-ban teljesíti a játékot.

## Fordítás
Ez a szócikk részben vagy egészben  az   Asphalt 6: Adrenaline című angol Wikipédia-szócikk fordításán alapul.  Az eredeti cikk szerkesztőit annak laptörténete sorolja fel. Ez a jelzés csupán a megfogalmazás eredetét és a szerzői jogokat jelzi, nem szolgál a cikkben szereplő információk forrásmegjelöléseként.